# Njemački prodor na istok
Njemački prodor na istok je naziv za srednjovjekovno naseljavanje njemačkog stanovništva s područja današnje središnje Njemačke na slabo naseljena područja srednje i istočne Europe. Područje tog naseljavanja se ugrubo prostiralo od Slovenije do Estonije te na istok do Transilvanije.
Ovaj proces je djelomično pratio proces širenja Svetog Rimskog Carstva kao i teutonskog viteškog reda.
U njemačkoj literaturi taj se proces naziva Ostsiedlung ("naseljavanje istoka"). Proces je vodio širenju njemačkog jezika i kulture na istoku o čemu svjedoči brojna njemačka dijaspora na području nekadašnjeg Sovjetskog Saveza. U tom procesu brojna slavenska plemena istočne od rijeke Labe su asimilirana (ponijemčena). Od neasimiliranih plemena ostali su jedino Lužički Srbi. 
Proces naseljavanja istoka često su zlorabili njemački nacionalisti kao i u nacističkoj promidžbi kao osnova za teritorijalne pretenzije Njemačke. Ovaj proces je naprasno prekinut Drugim svjetskim ratom i protjerivanjem njemačkog stanovništva s istoka.